# 连续可变斜率增量调制
连续可变斜率增量调制（Continuously Variable Slope Delta Modulation，簡稱 CVSD以及CVSDM ），又称为音节压扩，是一种语音编码方法。它由Greefkes和Riemens于1970年首次提出。它在各種音節壓擴自適應增量调制中用的比較多。

## 特性
连续可变斜率增量调制（CVSD）是一种自适应增量调制方法，其量化步长（台阶）δ会随着信号斜率的变化正相关地调整。通过这种方式，CVSD既能避免过载，又能减少量化噪声。CVSD与瞬时压扩，另一种根据信号斜率立即调整量化步长的算法不同，CVSD根据语音信号一个音节内的平均斜率变化来调整量化步长，即在同一音节内量化步长保持不变。相比于固定步长增量调制（简称ΔM）系统，CVSD具有更大的动态范围。

## 应用
摩托罗拉的SECURENET系列数字加密双向无线电产品使用12 kbit/s速率的音节压扩。
军事TRI-TAC数字电话（DNVT，DSVT）使用16和32 kbit/s CVSD，适用于部署地区以提供语音识别质量的音频。16 kbit/s通常由美国陆军使用，以节省战术链路上的带宽。32 kbit/s通常由美国空军使用，以提高语音质量。
64 kbit/s CVSD是编码语音信号的蓝牙服务配置文件中的一个选项；例如，用于移动电话和无线耳机之间的连接。其他选项包括带有两种算法——对数a律或μ律量化的PCM，以及具有16 kHz采样率和最佳质量的mSBC编解码器。
许多街机游戏以及弹球机通过HC-55516 CVSD解码器播放预录语音。